# Boeing 747
El Boeing 747, sovint anomenat «Jumbo», és un avió comercial transcontinental de fuselatge ample fabricat per la companyia Boeing. Conegut per les seves enormes dimensions, és dels avions més famosos del món. Va realitzar el seu primer vol comercial el 1970, sent el primer avió de fuselatge ample. El seu rival més directe és l'encara més gran Airbus A380.

## Història
El Boeing 747 es va començar a dissenyar durant l'abril de 1966 quan Pan Am va fer un encàrrec a Boeing de 25 avions de gran capacitat amb un preu per unitat de 21 milions de dòlars. Donat que el constructor havia estat competint amb Lockheed per aconseguir un projecte de transport militar, que finalment es va emportar el seu rival amb el model C-5 Galaxy, va modificar els plànols per adaptar-se als desitjos de Pan Am. Tres anys més tard realitza el primer vol el 9 de febrer de 1969 a Everett, on s'havia establert una nova planta de producció exclusivament pel Jumbo, i va entrar en servei el 1970 amb Pan Am unint Nova York i Londres. El 747 portava dues vegades més passatgers i càrrega que els avions d'aquella època el que va obligar a repensar tot el flux del trànsit, des de la recepció dels passatgers fins a les infraestructures dels aeroports, la mida dels taxiways i, fins i tot, la mida dels aparcament de cotxes.
S'esperava que els 747 quedessin obsolets després d'unes vendes de 400 unitats, però han sobrepassat totes les expectatives i la producció va passar de les 1.000 unitats l'any 1993. El juny de 2010 s'havien construït 1.418 avions, amb uns altres 109 en diverses configuracions sota comanda. El desenvolupament més recent d'aquest avió, el 747-8, es va incorporar al servei el 2010, amb Lufthansa com a client de llançament. El 747 serà substituït pel Boeing Y3 (part del Boeing Yellowstone Project) en el futur.
Dos Boeing 747 van protagonitzar un dels pitjors accidents aeris de la història a l'aeroport de Los Rodeos a Tenerife l'any 1977.
El 747 és un dels avions més seguits pel públic, ja que l'així anomenada «Reina dels cels» (Queen of the Skies) va permetre a milions de persones realitzar vols internacionals.
Un fet descable que va ternir lloc a bord d'un Boeing 747 va ser la intoxicacio alimentària de l'any 1975, on 197 persones van desenvolupar malestar intestinal com a conseqüència de la ingestió d'un aliment contaminat per Staphylococcus aureus que va ser distribuit entre els passatgers.

## Disseny
El 747, va ser el primer avió civil de fuselatge ample, el més llarg i el més pesant, i pioner en la utilització de motors turboventilador d'alt índex de derivació, menys contaminants i sorollosos que els turboreactors convencionals. Els quatre motors turboventilador del 747 són uns Pratt & Whitney JT9D que es van utilitzar per primer cop amb aquest model i que posteriorment han estat utilitzats per altres avions de fuselatge ample com el Douglas DC-10.
Una disposició típica en tres classes acomoda 416 passatgers, mentre que una disposició en dues classes n'acomoda un màxim de 524. El 747-400, vola a velocitats subsòniques de Mach 0,85 (uns 913 quilòmetres per hora), i ofereix un radi d'acció intercontinental de 7.260 milles nàutiques (13.446 quilòmetres), així mateix aquest model va rebre nombroses millores. En el 400 es va revisar la carlinga i es va incloure una aviònica moderna per limitar la càrrega de treball de la tripulació, que consta de tan sols tres persones. Les extremitats de l'ala estan equipades amb winglets (superfícies verticals), destinades a disminuir la turbulència en estela i, per tant, el rastre, amb l'objectiu de reduir el consum.

## Variants
La primera edició del Boeing 747 va ser el 747-100 que es va construir a la cadena de muntatge de Everett per realitzar el primer vol d'un 747. El 747-100 entra en servei el gener de 1970 amb el seu primer client: la Pan American World Airlines.
Una evolució de l'avió amb motors de reacció més potents crea el 747-100B. Però aquesta millora es va crear a la mateixa vegada que es va llançar a producció el 747-200, llavors només 9 exemplars de la versió 100B van ser construïts. El 747-200 va introduir alguns canvis estructurals i modificacions del tren d'aterratge, així com més combustible, allotjat a la secció central de l'ala i major pes.
També es va crear una versió del 747-100 amb fuselatge 14,6 metres més curt, anomenat 747-SP (Special Performance), amb capacitat per 290 a 330 passatgers i que, a partir del 1976, permet vols de duració molt llarga limitant el nombre d'escales. Amb un 747-SP l'any 1988 es va fer una volta al món amb dues escales en tan sols 36 hores i 54 minuts.
Diferents versions de càrrega també van ser creades sota diferents denominacions, amb el morro articulat, el 747-200F i més tard, en versió convertible però també amb el morro articulat, el 747-200C. Després d'aquests models hi va haver un altre que incorporava una porta de càrrega lateral darrere l'ala i, en general sense el morro llevadís, designat com 747 Combi.
Tot i que al llarg de la història diferents models han pres el paper del Air Force One, des de l'any 1990 l'ocupen dos models del 747.
També la NASA va utilitzar un 747 modificat per tal de transportar a les seves espatlles els vehicles de llançament.

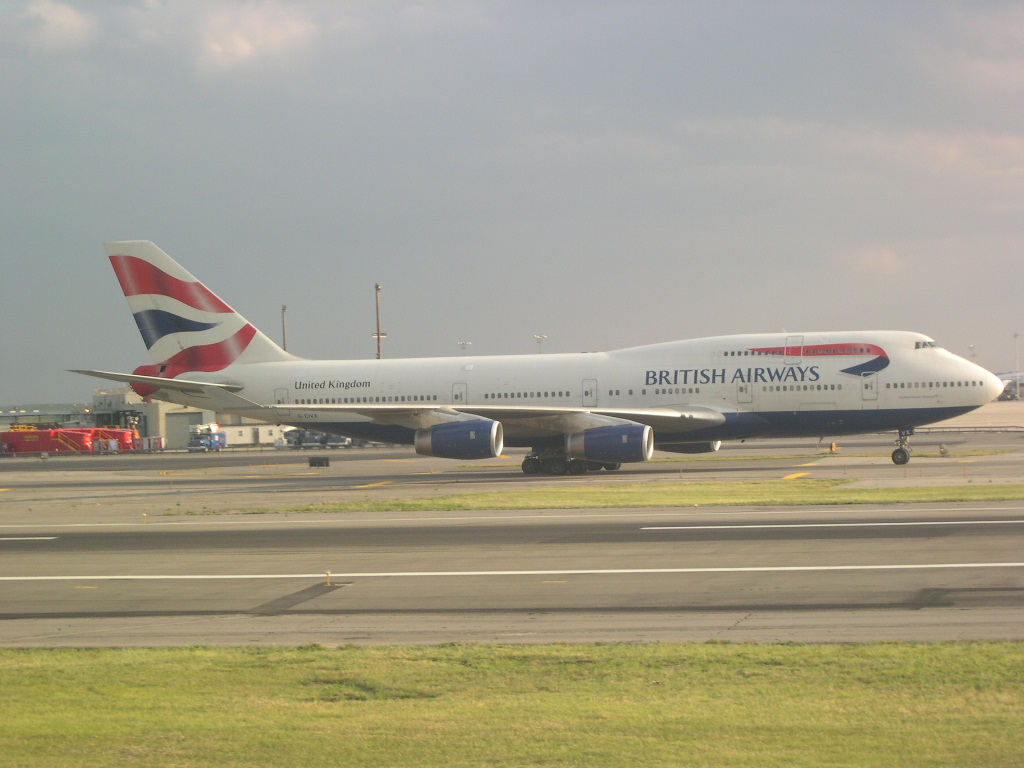
Boeing 747-436 de British Airways amb matrícula G-CIVK

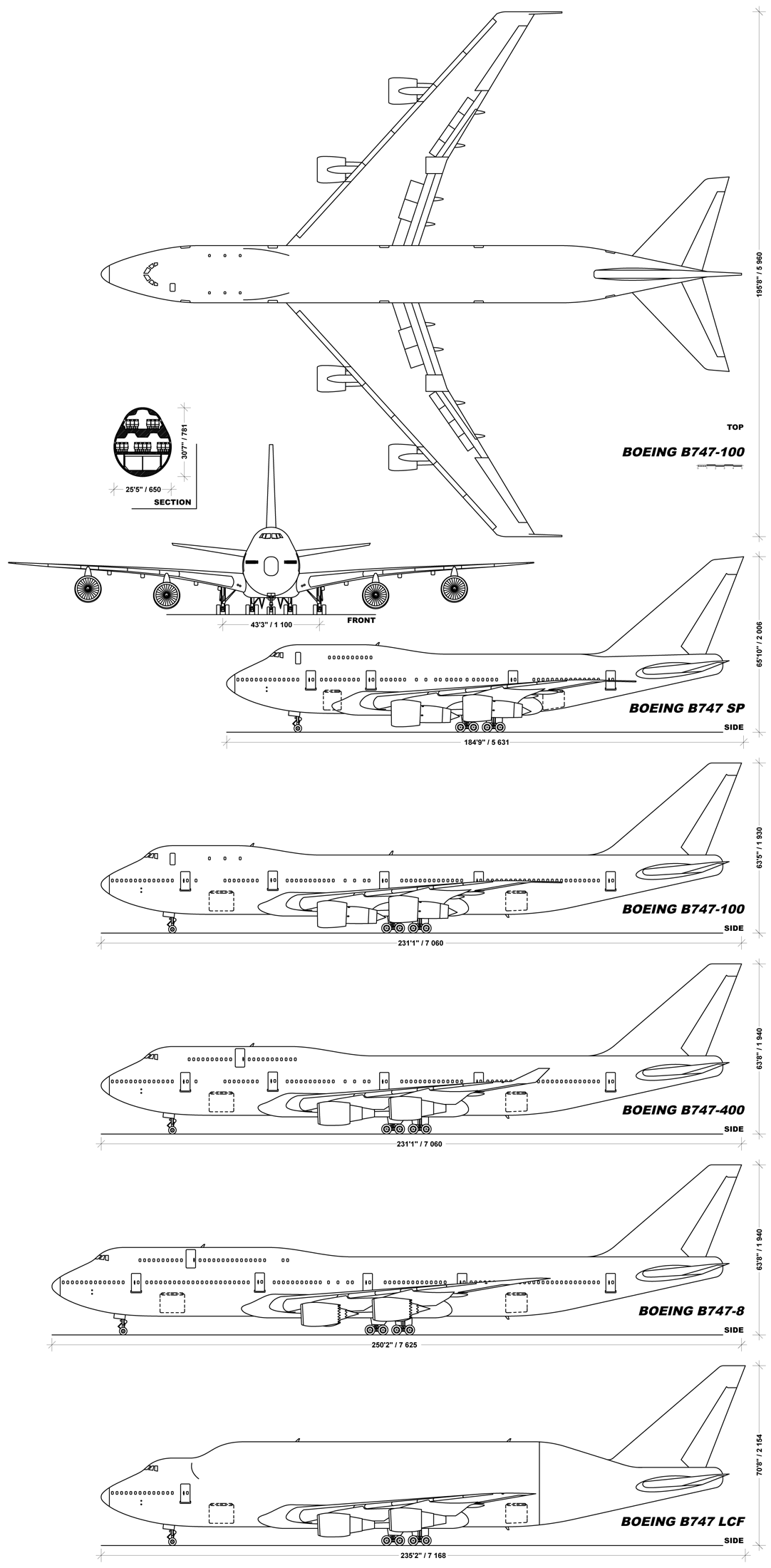
Comparació de les diverses versions del Boeing 747

## Especificacions
| Mides                                      | 747-100B                          | 747-200B                        | 747-300                         | 747-400 747-400ER                                                    | 747-8I                           |       |
| ------------------------------------------ | --------------------------------- | ------------------------------- | ------------------------------- | -------------------------------------------------------------------- | -------------------------------- | ----- |
| Tripulació de cabina                       | Tres                              | Tres                            | Tres                            | Dos                                                                  | Dos                              |       |
| Capacitat de passatgers típica             | 452 (2-classes) 366 (3-classes)   | 452 (2-classes) 366 (3-classes) | 496 (2-classes) 412 (3-classes) | 660 (1-classes) 524 (2-classes) 416 (3-classes)                      | 605 (màxim) 467 (3-classes)      |       |
| Longitud                                   | 70,6 m                            | 70,6 m                          | 70,6 m                          | 70,6 m                                                               | 76,25 m                          |       |
| Amplada interior de la cabina              | 6,1 m                             | 6,1 m                           | 6,1 m                           | 6,1 m                                                                | 6,1 m                            |       |
| Longitud alar                              | 59,6)                             | 59,6)                           | 59,6)                           | 64,4 m                                                               | 68,5 m                           |       |
| Àrea alar                                  | 510,95 m²                         | 510,95 m²                       | 510,95 m²                       | 525 m²                                                               | 554 m²                           |       |
| Angle de l'ala en fletxa                   | 37,5º                             | 37,5º                           | 37,5º                           | 37,5º                                                                | 37,5º                            | 37,5º |
| Altura a la cua                            | 19,3 m                            | 19,3 m                          | 19,3 m                          | 19,4 m                                                               | 19,4 m                           |       |
| Pes operatiu en buit                       | 162.400 kg                        | 174.000 kg                      | 178.100 kg                      | 178.756 kg ER: 184.600 kg                                            | 214.503 kg                       |       |
| Pes màxim a l'enlairament                  | 333.390 kg                        | 377.842 kg                      | 377.842 kg                      | 396.890 kg ER: 412.775 kg                                            | 442.253 kg                       |       |
| Velocitat de creuer (a 11.000 m d'altitud) | Mach 0,84 (893 km/h, 481 nusos)   | Mach 0,84 (893 km/h, 481 nusos) | Mach 0,84 (893 km/h, 481 nusos) | Mach 0,85 (913 km/h, 493 nusos) ER: Mach 0,855 (918 km/h, 495 nusos) | Mach 0,855 (918 km/h, 495 nusos) |       |
| Velocitat màxima                           | Mach 0,89 (955 km/h, 516 nusos)   | Mach 0,89 (955 km/h, 516 nusos) | Mach 0,89 (955 km/h, 516 nusos) | Mach 0,92 (988 km/h, 533 nusos)                                      | Mach 0,92 (988 km/h, 533 nusos)  |       |
| Abast màxim amb càrrega màxima             | 5.300 milles nàutiques (9.800 km) | 6.850 mn (12.700 km)            | 6.700 mn (12.400 km)            | 7.260 mn (13.450 km) ER: 7.670 mn (14.205 km)                        | 8.000 mn (14.815 km)             |       |

Fonts: Boeing 747 specifications, 747 airport planning report, 747-8 airport brochure, Lufthansa 747-8 data